# Mirville
Mirville és un municipi francès situat al departament del Sena Marítim i a la regió de Normandia. L'any 2007 tenia 306 habitants.

## Demografia

### Població
El 2007 la població de fet de Mirville era de 306 persones. Hi havia 108 famílies de les quals 11 eren unipersonals (11 homes vivint sols), 45 parelles sense fills, 48 parelles amb fills i 4 famílies monoparentals amb fills.
La població ha evolucionat segons el següent gràfic:
Habitants censats

### Habitatges
El 2007 hi havia 116 habitatges, 110 eren l'habitatge principal de la família, 6 eren segones residències i 1 estava desocupat. Tots els 115 habitatges eren cases. Dels 110 habitatges principals, 96 estaven ocupats pels seus propietaris, 11 estaven llogats i ocupats pels llogaters i 3 estaven cedits a títol gratuït; 3 tenien dues cambres, 13 en tenien tres, 25 en tenien quatre i 69 en tenien cinc o més. 89 habitatges disposaven pel capbaix d'una plaça de pàrquing. A 37 habitatges hi havia un automòbil i a 69 n'hi havia dos o més.

### Piràmide de població
La piràmide de població per edats i sexe el 2009 era:
| Homes | Edats   | Dones |
| ----- | ------- | ----- |
| 0     | 95 o +  | 0     |
| 0     | 90 a 94 | 0     |
| 0     | 85 a 89 | 0     |
| 4     | 80 a 84 | 4     |
| 4     | 75 a 79 | 12    |
| 4     | 70 a 74 | 0     |
| 4     | 65 a 69 | 4     |
| 4     | 60 a 64 | 8     |
| 4     | 55 a 59 | 0     |
| 20    | 50 a 54 | 12    |
| 4     | 45 a 49 | 12    |
| 24    | 40 a 44 | 16    |
| 8     | 35 a 39 | 24    |
| 12    | 30 a 34 | 8     |
| 8     | 25 a 29 | 8     |
| 12    | 20 a 24 | 8     |
| 16    | 15 a 19 | 28    |
| 16    | 10 a 14 | 4     |
| 4     | 5 a 9   | 24    |
| 8     | 0 a 4   | 8     |

## Economia
El 2007 la població en edat de treballar era de 202 persones, 137 eren actives i 65 eren inactives. De les 137 persones actives 124 estaven ocupades (66 homes i 58 dones) i 13 estaven aturades (5 homes i 8 dones). De les 65 persones inactives 25 estaven jubilades, 16 estaven estudiant i 24 estaven classificades com a «altres inactius».

### Ingressos
El 2009 a Mirville hi havia 113 unitats fiscals que integraven 316 persones, la mediana anual d'ingressos fiscals per persona era de 19.748 €.

### Activitats econòmiques
Dels 7 establiments que hi havia el 2007, 1 era d'una empresa de fabricació d'altres productes industrials, 3 d'empreses de transport, 1 d'una empresa financera i 2 d'empreses de serveis.
L'any 2000 a Mirville hi havia 9 explotacions agrícoles que ocupaven un total de 320 hectàrees.

## Poblacions més properes
El següent diagrama mostra les poblacions més properes.